# Glen Loftus
Glen Loftus, född den 8 juni 1976 i Perth i Australien, är en australisk roddare.
Han tog OS-silver i lättvikts-fyra utan styrman i samband med de olympiska roddtävlingarna 2004 i Aten.